# Single numer jeden w roku 2012 (USA)

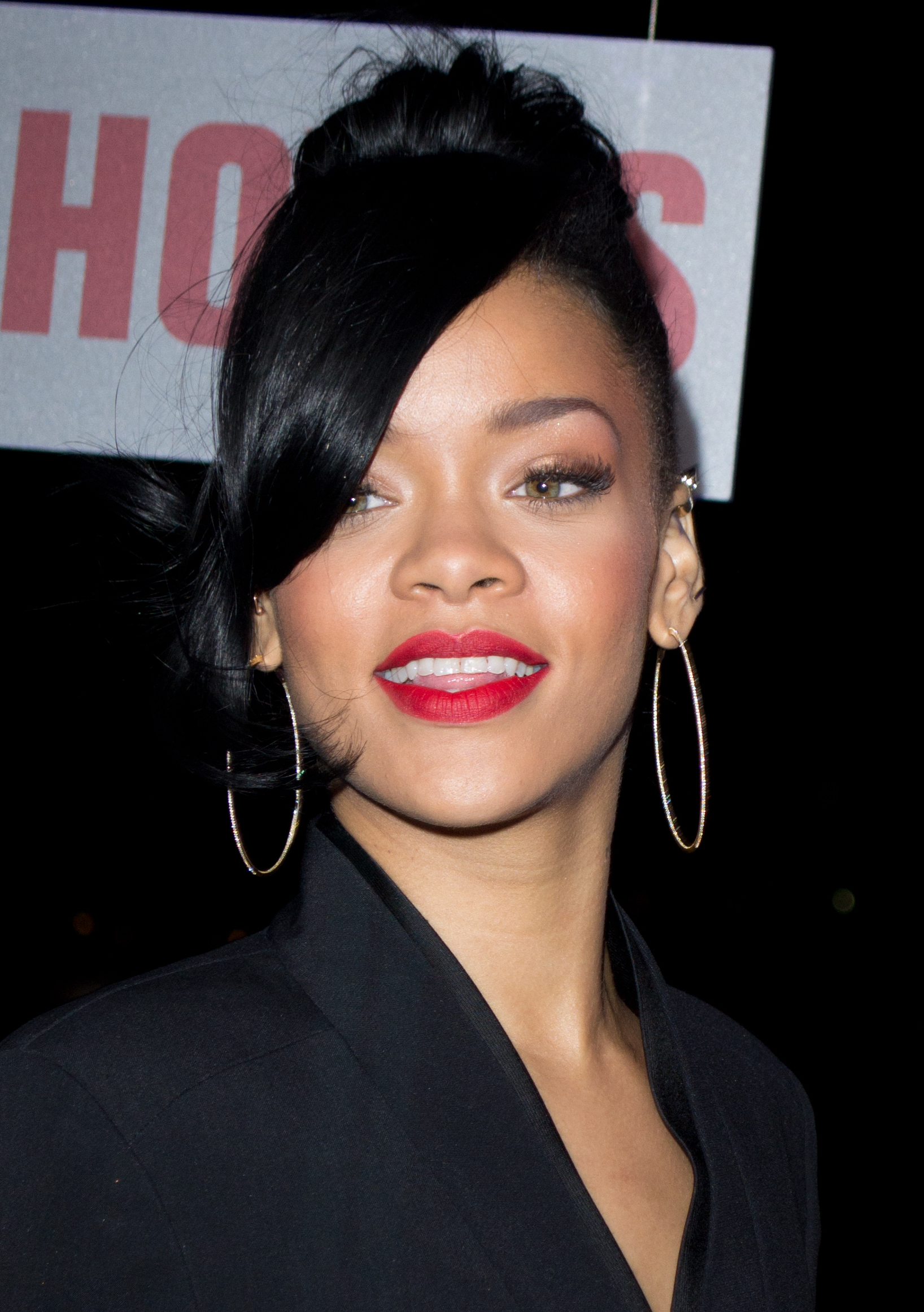
Rihanna jako jedyna w 2012 roku dostała się na pierwsze miejsce Billboarda z dwoma utworami – "We Found Love" i "Diamonds"

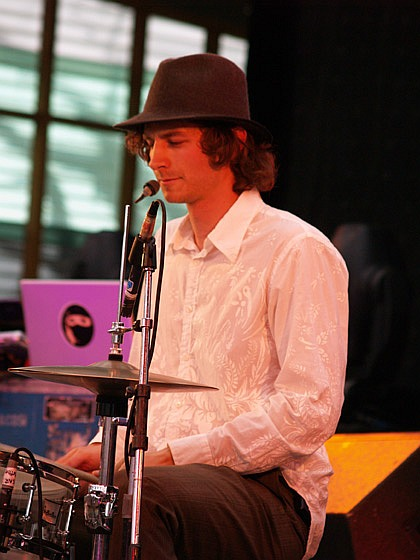
Utwór "Somebody That I Used to Know" duetu Gotye z Kimbrą stał się utworem roku

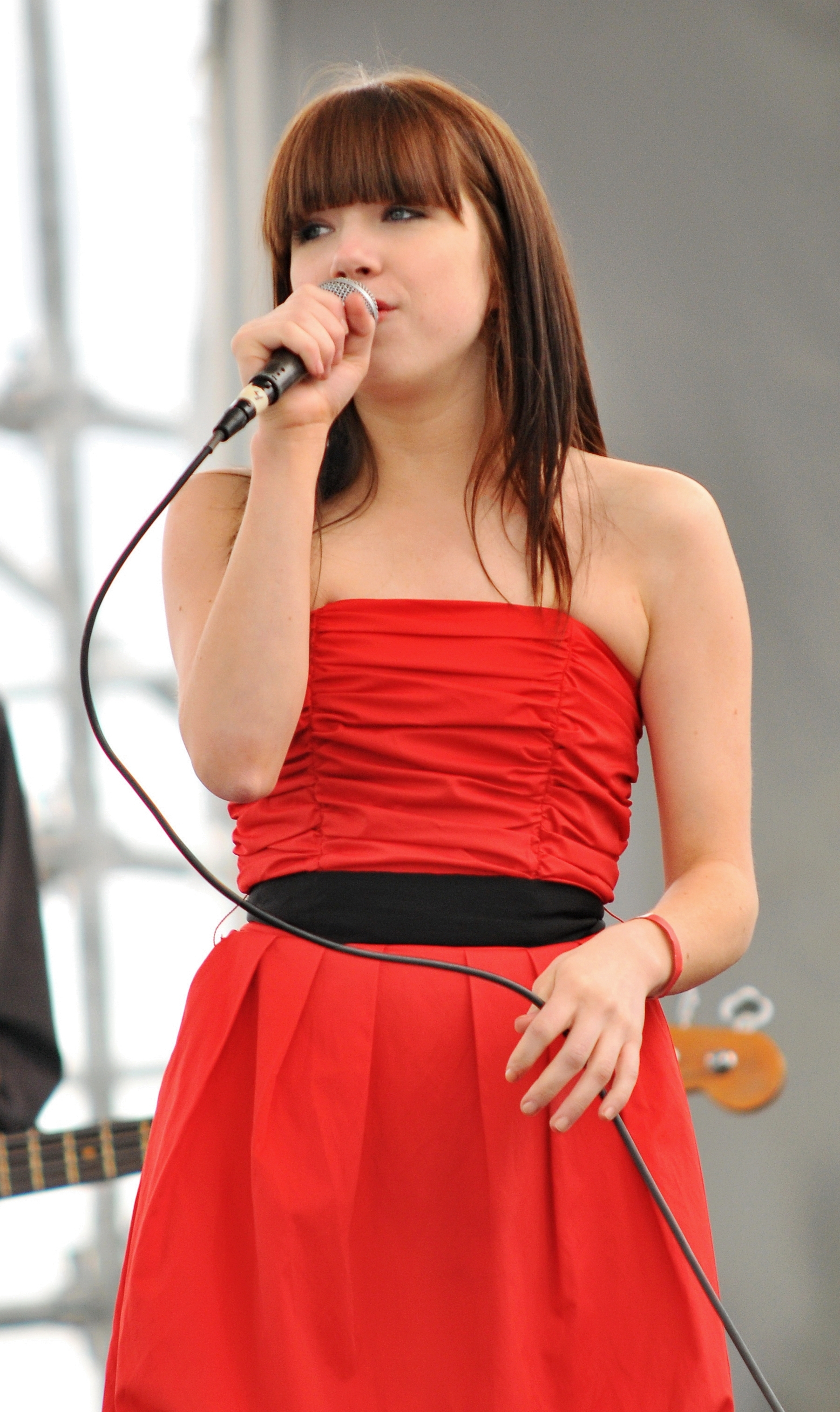
Carly Rae Jepsen wraz ze swoim debiutanckim utworem "Call Me Maybe" utrzymywała się na szczycie przez dziewięć nieprzerwanych tygodni, co jest najlepszym wynikiem roku wraz z piosenką Maroon 5

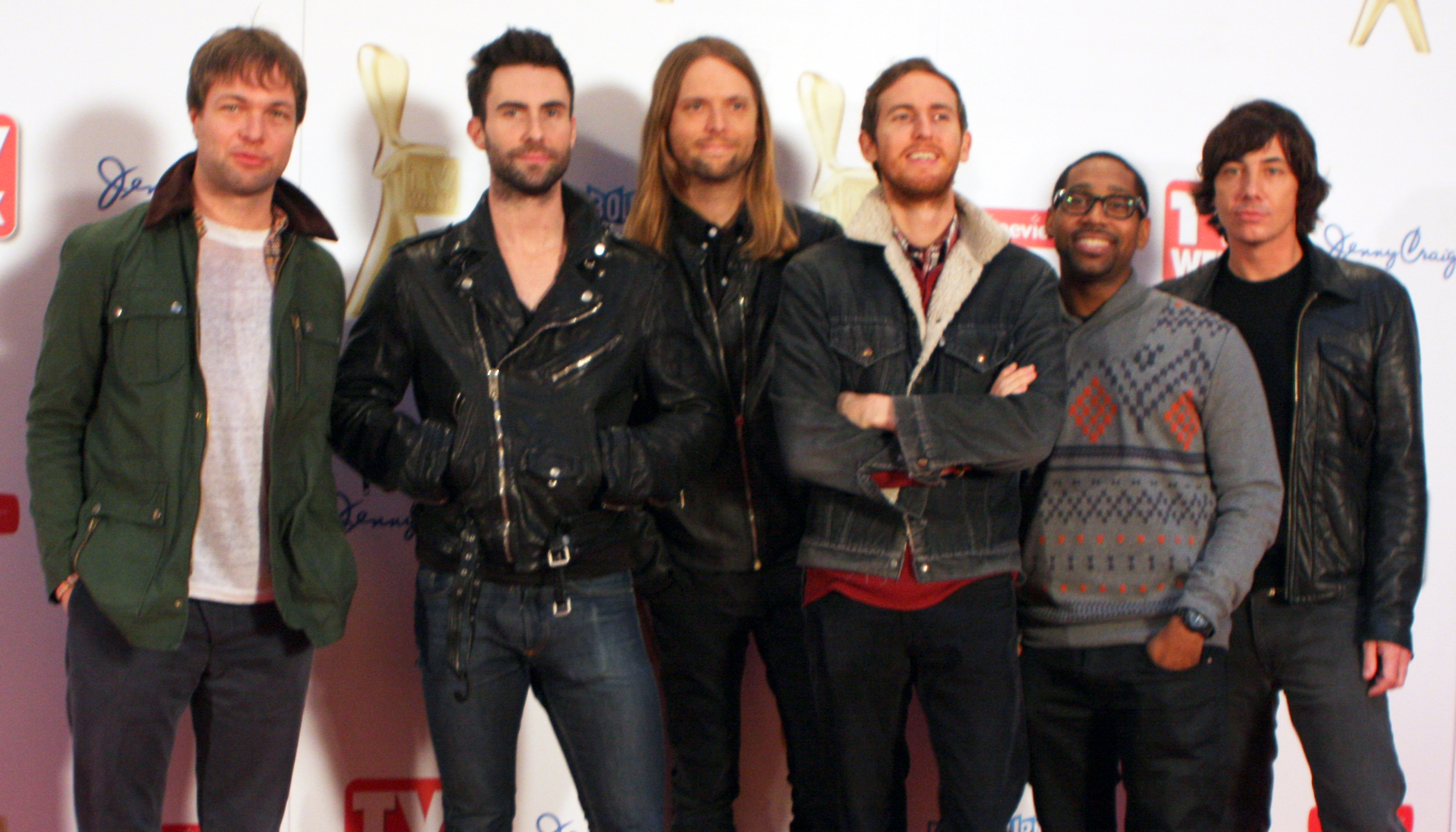
"One More Night" grupy Maroon 5 wraz z "Call Me Maybe" jest najdłużej utrzymującym się na pierwszym miejscu utworem z wynikiem dziewięciu ciągłych tygodni

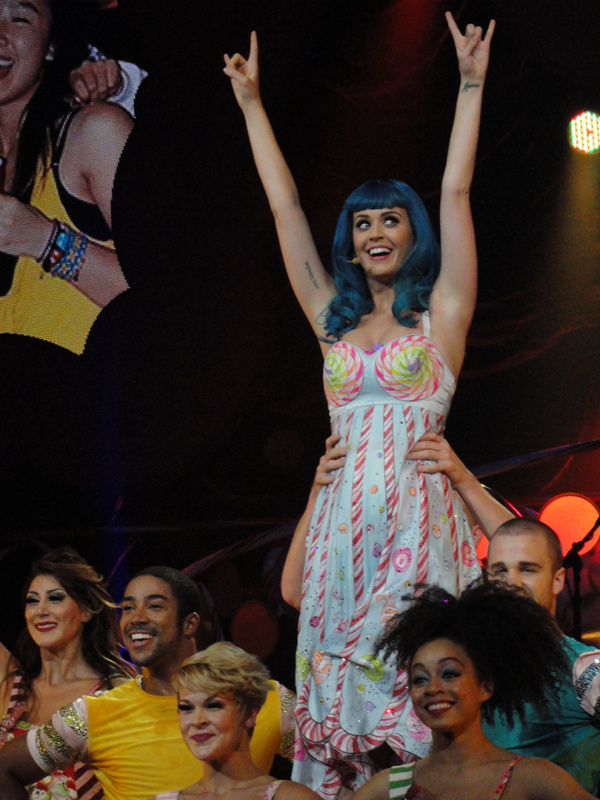
Katy Perry zadebiutowała na pierwszej pozycji z utworem "Part of Me", który stał się jej siódmym singlem numer jeden

Notowanie Billboard Hot 100 przedstawia najlepiej sprzedające się single w Stanach Zjednoczonych. Publikowane jest ono przez magazyn Billboard, a dane kompletowane są przez Nielsen SoundScan w oparciu o cotygodniowe wyniki sprzedaży cyfrowej oraz fizycznej singli, a także częstotliwość emitowania piosenek na antenach stacji radiowych. W 2012 roku aż 12 singli osiągnęło pierwsze miejsce, chociaż faktycznie było ich 13, jednak "We Found Love" Rihanny osiągnęło pozycję lidera już pod koniec 2011 roku.
W 2012 roku sześciu artystów umieściło swoje pierwsze utwory na szczycie amerykańskiej listy, zarówno jako liderzy, jak i we współpracy z innymi artystami. Byli to: Fun., Janelle Monáe, Gotye Kimbra, Carly Rae Jepsen i Taylor Swift. Pierwszych pięciu zrobiło to ze swoimi debiutanckimi utworami jeden po drugim, co było pierwszym takim przypadkiem na liście od 35 lat. Singel "Somebody That I Used to Know" australijsko-belgijskiego artysty Gotye spędził na pierwszym miejscu osiem ciągłych tygodni i był najlepiej sprzedającym się singlem roku. Na szczycie listy znalazły się dwa utwory Rihanny: "We Found Love" i "Diamonds". W 2012 roku trzy wspólne projekty osiągnęły pierwsze miejsce.
Utwory "Call Me Maybe" kanadyjskiej piosenkarki Carly Rae Jepsen oraz "One More Night" amerykańskiej kapeli Maroon 5 były najdłużej przebywającymi singlami na pierwszym miejscu. Oba były na nim nieprzerwanie przez dziewięć tygodni. Ponadto "Somebody That I Used To Know" Gotye i Kimbry przebywał na szczycie przez osiem tygodni, "We Are Young" Funu i Janelle Monáe przebywał na szczycie sześć ciągłych tygodni, a "Stronger (What Doesn't Kill You)" Kelly Clarkson i "Diamonds" Rihanny" spędziły w sumie po trzy tygodnie na szczycie.
Ponadto na liście wyróżniły się też 2 inne utwory – utwór "Lights" brytyjskiej piosenkarki Ellie Goulding i "Part of Me" amerykańskiej piosenkarki Katy Perry, który był dla niej siódmym singlem numer jeden. Lights pobiło rekord długości okresu dostawania się do czołowej "5" notowania dostając się nań w 29 tygodniu na liście i jest jednym z nielicznych utworów, które spędziły w notowaniu Billboarda ponad rok. Part Of Me zaś jest 20 utworem, który zadebiutował na pierwszym miejscu notowania.

## Historia notowania
| Data publikacji | Piosenka                                  | Artysta                         | Źródła |
| --------------- | ----------------------------------------- | ------------------------------- | ------ |
| 7 stycznia      | "Sexy and I Know It"                      | LMFAO                           | [ 1 ]  |
| 14 stycznia     | "Sexy and I Know It"                      | LMFAO                           | [ 2 ]  |
| 21 stycznia     | "We Found Love"                           | Rihanna featuring Calvin Harris | [ 3 ]  |
| 28 stycznia     | "We Found Love"                           | Rihanna featuring Calvin Harris | [ 4 ]  |
| 4 lutego        | "Set Fire to the Rain"                    | Adele                           | [ 5 ]  |
| 11 lutego       | "Set Fire to the Rain"                    | Adele                           | [ 6 ]  |
| 18 lutego       | "Stronger (What Doesn't Kill You)"        | Kelly Clarkson                  | [ 7 ]  |
| 25 lutego       | "Stronger (What Doesn't Kill You)"        | Kelly Clarkson                  | [ 8 ]  |
| 3 marca         | "Part of Me"                              | Katy Perry                      | [ 9 ]  |
| 10 marca        | "Stronger (What Doesn't Kill You)"        | Kelly Clarkson                  | [ 10 ] |
| 17 marca        | "We Are Young"                            | Fun featuring Janelle Monáe     | [ 11 ] |
| 24 marca        | "We Are Young"                            | Fun featuring Janelle Monáe     | [ 12 ] |
| 31 marca        | "We Are Young"                            | Fun featuring Janelle Monáe     | [ 13 ] |
| 7 kwietnia      | "We Are Young"                            | Fun featuring Janelle Monáe     | [ 14 ] |
| 14 kwietnia     | "We Are Young"                            | Fun featuring Janelle Monáe     | [ 15 ] |
| 21 kwietnia     | "We Are Young"                            | Fun featuring Janelle Monáe     | [ 16 ] |
| 28 kwietnia     | "Somebody That I Used to Know"            | Gotye featuring Kimbra          | [ 17 ] |
| 5 maja          | "Somebody That I Used to Know"            | Gotye featuring Kimbra          | [ 18 ] |
| 12 maja         | "Somebody That I Used to Know"            | Gotye featuring Kimbra          | [ 19 ] |
| 19 maja         | "Somebody That I Used to Know"            | Gotye featuring Kimbra          | [ 20 ] |
| 26 maja         | "Somebody That I Used to Know"            | Gotye featuring Kimbra          | [ 21 ] |
| 2 czerwca       | "Somebody That I Used to Know"            | Gotye featuring Kimbra          | [ 22 ] |
| 9 czerwca       | "Somebody That I Used to Know"            | Gotye featuring Kimbra          | [ 23 ] |
| 16 czerwca      | "Somebody That I Used to Know"            | Gotye featuring Kimbra          | [ 24 ] |
| 23 czerwca      | "Call Me Maybe"                           | Carly Rae Jepsen                | [ 25 ] |
| 30 czerwca      | "Call Me Maybe"                           | Carly Rae Jepsen                | [ 26 ] |
| 7 lipca         | "Call Me Maybe"                           | Carly Rae Jepsen                | [ 27 ] |
| 14 lipca        | "Call Me Maybe"                           | Carly Rae Jepsen                | [ 28 ] |
| 21 lipca        | "Call Me Maybe"                           | Carly Rae Jepsen                | [ 29 ] |
| 28 lipca        | "Call Me Maybe"                           | Carly Rae Jepsen                | [ 30 ] |
| 4 sierpnia      | "Call Me Maybe"                           | Carly Rae Jepsen                | [ 31 ] |
| 11 sierpnia     | "Call Me Maybe"                           | Carly Rae Jepsen                | [ 32 ] |
| 18 sierpnia     | "Call Me Maybe"                           | Carly Rae Jepsen                | [ 33 ] |
| 25 sierpnia     | "Whistle"                                 | Flo Rida                        | [ 34 ] |
| 1 września      | "We Are Never Ever Getting Back Together" | Taylor Swift                    | [ 35 ] |
| 8 września      | "We Are Never Ever Getting Back Together" | Taylor Swift                    | [ 36 ] |
| 15 września     | "Whistle"                                 | Flo Rida                        | [ 37 ] |
| 22 września     | "We Are Never Ever Getting Back Together" | Taylor Swift                    | [ 38 ] |
| 29 września     | "One More Night"                          | Maroon 5                        | [ 39 ] |
| 6 października  | "One More Night"                          | Maroon 5                        | [ 40 ] |
| 13 października | "One More Night"                          | Maroon 5                        | [ 41 ] |
| 20 października | "One More Night"                          | Maroon 5                        | [ 42 ] |
| 27 października | "One More Night"                          | Maroon 5                        | [ 43 ] |
| 3 listopada     | "One More Night"                          | Maroon 5                        | [ 44 ] |
| 10 listopada    | "One More Night"                          | Maroon 5                        | [ 45 ] |
| 17 listopada    | "One More Night"                          | Maroon 5                        | [ 46 ] |
| 24 listopada    | "One More Night"                          | Maroon 5                        | [ 47 ] |
| 1 grudnia       | "Diamonds"                                | Rihanna                         | [ 48 ] |
| 8 grudnia       | "Diamonds"                                | Rihanna                         | [ 49 ] |
| 15 grudnia      | "Diamonds"                                | Rihanna                         | [ 50 ] |
| 22 grudnia      | "Locked Out of Heaven"                    | Bruno Mars                      | [ 51 ] |
| 29 grudnia      | "Locked Out of Heaven"                    | Bruno Mars                      | [ 52 ] |